# گئورگی گئورگیف (بازیکن فوتبال، زاده ۱۹۸۱)
گئورگی گئورگیف (بلغاری: Георги Красимиров Георгиев؛ زادهٔ ۲۵ فوریهٔ ۱۹۸۱) بازیکن فوتبال اهل بلغارستان است.
از باشگاه‌هایی که در آن بازی کرده است می‌توان به باشگاه فوتبال لودوگورتس رازگراد اشاره کرد.